# Thilo von Trotha

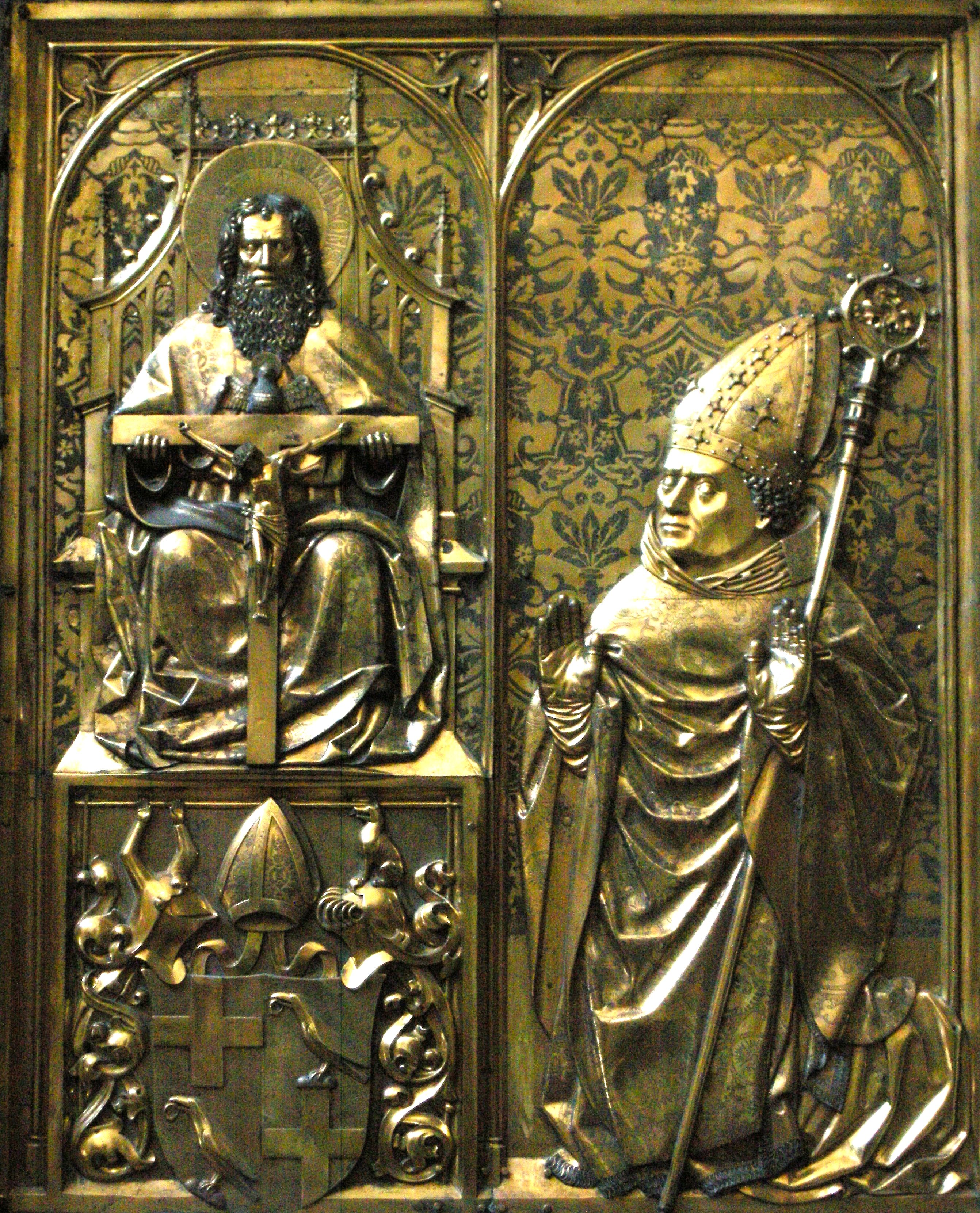
Thilo von Trothas epitafium i Merseburgs domkyrka.

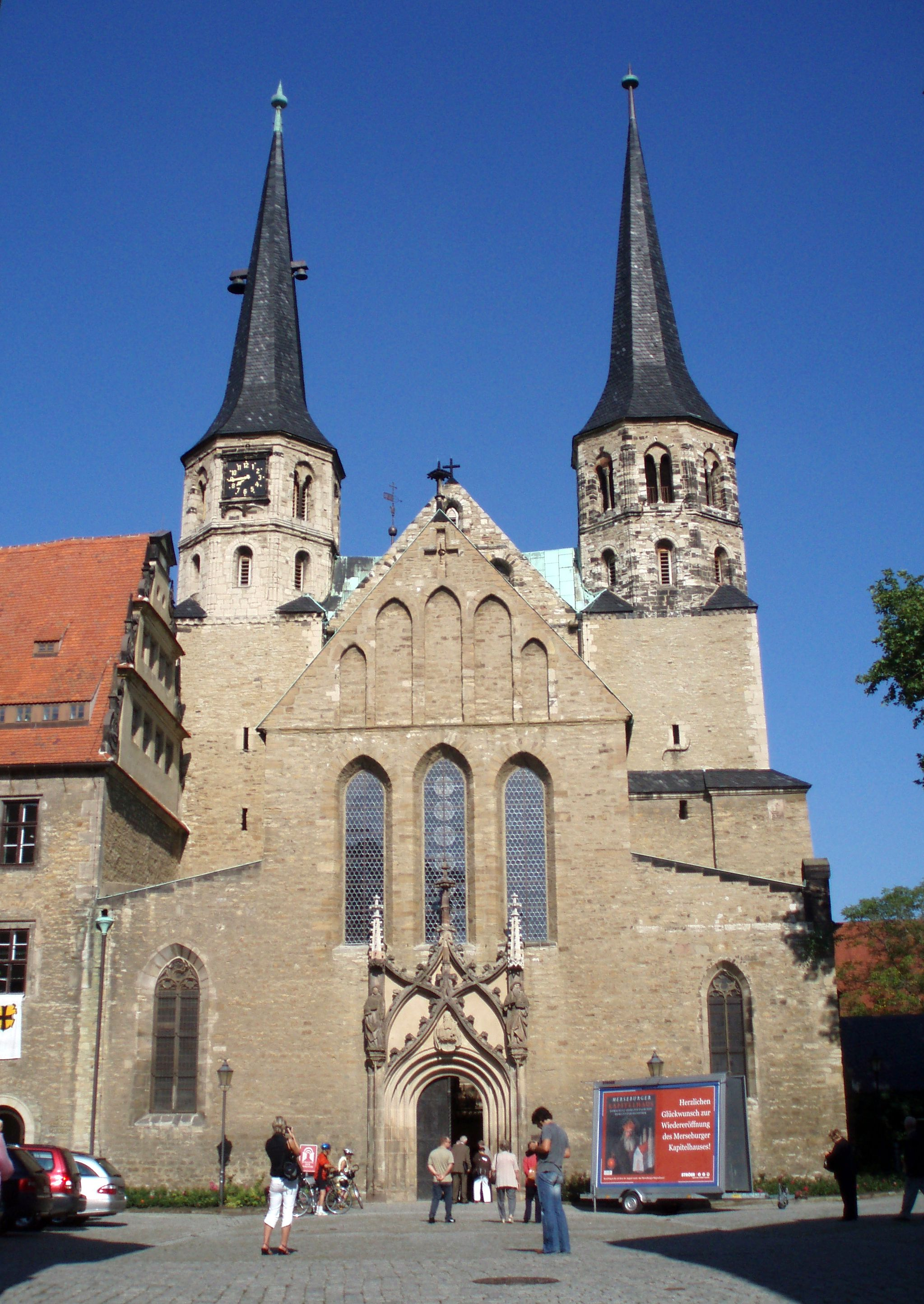
Domkyrkan i Merseburg

Thilo von Trotha född 17 augusti 1443, troligen i Krosigk i Ärkebiskopsdömet Magdeburg, Tyskromerska riket, död 5 mars 1514 i Merseburg, var från 1466 biskop av Merseburg och kansler vid Leipzigs universitet.
Han var son till en marskalk med samma namn inom det magdeburgska ärkestiftet och blev först domprost i Magdeburg och senare domherre i Merseburg. 1466 utnämnde ärkebiskopen Johann von Magdeburg honom till biskop av Merseburg och därigenom även ex officio kansler för universitetet. Som kansler delegerade han sin domsrätt till universitetets rektorer, en roll som han själv valdes till den 23 april 1509 som rektor för universitetet under sommarterminen detta år.
Inom sitt stift påbörjade Trotha flera nybyggen. 1470 påbörjades bygget av Merseburgs slott och 1496 invigde han den nya Thomaskyrkan i Lepzig. Han lät 1510 bygga om Domkyrkan i Merseburg från en basilika till en hallkyrka i renässansstil.
Även om adelsätten von Trotha redan före Thilo von Trothas tid hade en korp i sitt vapen relaterade Merseburgs gymnasiedirektör Georg Möbius i sin krönika den äldsta versionen av den Mereseburgska korplegenden till Thilo von Trotha. Enligt denna dömdes en tjänare till döden för att ha stulit en värdefull ring. Senare återfanns ringen dock i ett korpnäste.